# Ilvesheim
Ilvesheim este o comună din landul Baden-Württemberg, Germania.